# Baubigny (Manche)
Baubigny település Franciaországban, Manche megyében. Lakosainak száma 134 fő (2022. január 1.). Baubigny Surtainville, Les Moitiers-d’Allonne és Sénoville községekkel határos.

## Népesség
A település népességének változása:
| Lakosok száma | 185  | 167  | 174  | 150  | 165  | 152  | 145  | 141  | 138  | 134  |
|               | 1968 | 1982 | 1990 | 2006 | 2013 | 2015 | 2017 | 2019 | 2020 | 2022 |